# William Rabun
William Rabun, född 8 april 1771 i Halifax County i North Carolina, död 24 oktober 1819 i Hancock County i Georgia, var en amerikansk politiker (demokrat-republikan). Han var Georgias guvernör från 1817 fram till sin död.
Rabun var verksam som domare i Georgia innan han blev politiker. Han var talman i Georgias senat 1812–1816.
Rabun efterträdde 1817 David Brydie Mitchell som Georgias guvernör. Han avled 1819 i ämbetet och efterträddes av Matthew Talbot. Rabun gravsattes i Hancock County i Georgia. Rabun County har fått sitt namn efter William Rabun.